# María Teresa Muñoz Guillén
María Teresa Muñoz Guillén, (Sariñena, Huesca, España) es una artista textil
mundialmente reconocida cuyos trabajos se exhiben en Europa, las Américas, Asia y el Medio Oriente. Ella reside y trabaja en  New York, Naples (FL) y Zaragoza, es conocida por obras de creación y restauración en arte textil de estilo clásico y contemporáneo. A Muñoz Guillén se la acredita haber recuperado y refinado el original  arte textil medieval y ejecutado el mismo con antiguos y modernos materiales nobles. Sus obras ornamentan instituciones gubernamentales y colecciones privadas.

## Obras
Los tapices y restauraciones de Mayte Muñoz Guillén se exhiben permanentemente en gobiernos centrales y gobiernos autonómicos de España, Francia e Italia, así como en instituciones financieras, universidades europeas, museos, iglesias, basílicas, catedrales y monasterios y ha realizado comisiones para otras instituciones gubernamentales y colecciones privadas de España, Estados Unidos, Canadá, Suiza, Uruguay, Reino Unido, Francia, Colombia, Letonia, Italia, Japón, Las Filipinas, Macedonia del Norte y Suecia. En 2018, Muñoz Guillén mostró sus obras en el Vaticano,  Palacio de la Cancillería  (Roma). María Teresa Muñoz Guillén es la primera mujer artista textil contemporánea que ha exhibido sus obras en el Vaticano

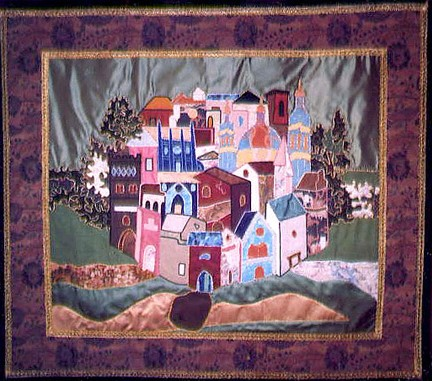
Regalo del gobierno a S.A.R. Infanta Elena de Borbón

Entre sus obras se incluye el Escudo de Aragón realizado en técnicas medievales originales. El tapiz repostero fue comisionado por la Cortes de Aragón y presentado en la 1ª visita oficial del Príncipe Felipe de Borbón (ahora Felipe VI de España) quién elogió la obra de Mayte Muñoz Guillén. Su obra presidió las sesiones parlamentarias en el Palacio de la Aljafería durante los años 2000-2006 cuando fue removido como resultado de una polémica sobre motivos considerados ofensivos por algunos políticos. Muñoz Guillén hizo una enérgica defensa de su obra y su valor simbólico. El tapiz fue devuelto a su lugar original en 2015 y preside nuevamente las sesiones parlamentarias de las Cortes.